# Пахарівуд
Пахарівуд — це неформальна назва кіноіндустрії мовою догрі. Кінострічку випускаються у регіоні Джамму індійського штату Джамму й Кашмір. Поширюються окрім власного штату в Хімачал-Прадеші та Пенджабі.

## Виникнення й розвиток
Пахарівуд є одним з наймолодших центрів кінематографа Індії, оскільки тривалий час мова догрі була в занепаді. Вона вважалася діалектом пенджабі. Лише з кінця 1980-х років почалося її відродження. Втім фільми догрі почали зніматися набагато раніше.
Перша кінострічка з'явилася у 1966 році — «Галлан Ґойєїн Бітіян». Це було чорно-біле кіно, яке не набуло широкого схвалення. Тривалий час знімалися лише окремі чорно-білі фільми. Лише з піднесенням статусу мови догрі відбувся новий спалах цікавості до створення фільмів цією мовою. У 1999 році створено перший телефільм «Чанчло» (режисер — Шанкер Бхан).
Подією стала зйомка документального фільму «Хіммат» про дітей народу догрі в штаті Джамму й Кашмір. У 2010 році вийшов на екрани перший кольоровий фільм «Маа Ні Мілді» режисера Руп Сагара.
Більшість фільмів відповідають актуальній проблемі конфлікту в рідному штаті: війнам з Пакистаном, терору, розділеності родин та ін. Серед фільмів цієї тематики найбільш значущими є «Лакір» (2011 рік, режисер Шив Датт Шарма), «Куггі Маар Дуаарі» (2011 рік, режисер Нілам Кумар Пхулл). У 2011 році фільм режисера Санджіва Раттана «Ділле Ч Вас'я Кой» отримав Національну премію за найкращий художній фільм мовою догрі.
У 2012 році було створено перший двомовний фільм (догрі та кашмірі) «Гул Гулшан Гулфам» режисера Сарфраз Алві. Фільм «Гітіян» режисера Рахула Шарми, який було випущено на екрани у 2014 році, здобув найбільшу популярність серед усіх раніше створених фільмів на Пахарівуді.